# 미국 애니메이션의 황금시대
미국 애니메이션의 황금시대는 1928년 유성 싱크로나이즈드 카툰 (만화)의 대중화로 시작된 미국 애니메이션 역사의 한 시기로, 연극용 단편 애니메이션이 새로운 매체인 텔레비전에 인기를 잃기 시작한 1960년대에 점차 끝났다. 황금기 이후의 애니메이션 미디어는 1960년대와 1980년대 사이에 더 저렴한 예산과 리미티드 애니메이션 기술로 제작되었다. 극장용 애니메이션의 황금시대는 1930년대와 1940년대에 정점을 이루었고, 나머지 애니메이션은 1950년대와 1960년대에 제작된 애니메이션을 은시대라고 부른다. 여기에는 월트 디즈니와 월터 랜츠가 제작한 최신 연극 애니메이션, MGM과 워너브라더스의 최신 연극 만화, 해나 바베라의 초기 애니메이션 TV 시리즈 및 드파티-프렐렝(DePatie–Freleng)의 초기 연극 만화가 포함된다. 더욱이 미국의 예술 산업으로서 애니메이션의 역사는 매우 중요해졌다.
이 시기에 디즈니의 미키 마우스, 미니 마우스, 도널드 덕, 데이지 덕, 구피 (캐릭터), 플루토 (디즈니), 플라이셔 스튜디오의 뽀빠이, 코코, 빔보, 베티 부프 및 슈퍼맨, 워너브라더스의 벅스 버니, 대피 덕, 엘머 퍼드, 포키 피그, 와일 E. 코요테, 요세미티 샘, 트위티, 실베스터, MGM의 톰과 제리 및 드루피, 반 보이렌 스튜디오의 펠릭스 더 캣, 월터 란츠의 우디 우드페커, 테리툰스의 마이티 마우스 (캐릭터), UPA의 미스터 마구, 제이 워드 프로덕션의 록키와 불윙클, 드파티-프렐렝의 핑크 팬더 등 많은 인기 있고 유명한 애니메이션 만화 캐릭터가 등장했다.
장편 애니메이션은 이 시기에 시작되었으며, 특히 1937년 백설 공주와 일곱 난쟁이 (영화), 1940년대 피노키오 (1940년 영화)부터 1967년 정글북 (1967년 영화), 1970년대 아리스토캣에 이르는 디즈니의 "월트 시대" 영화에서 시작되었다. 이 기간 동안 라틴 아메리카의 밤(1942), 닻을 올리고(1945), 남부의 노래(1946), 덴저러스 웬 웻(1953), 메리 포핀스 (영화)(1964), 마법의 빗자루(1971) 등 애니메이션이 포함된 여러 실사 영화가 제작되었다. 마지막 두 작품은 애니메이션 특수 효과로 아카데미상을 받은 마지막 극장 영화이다. 또한 킹콩 (1933년 영화)(1933), 심해에서 온 괴물(1953), 헨젤과 그레텔: 오페라 판타지(1954), 신밧드의 7번째 모험(1958) 및 아르고 황금 대탐험(1963) 등의 영화를 통해 스톱 모션 애니메이션과 특수 효과도 개발되었다.

## 같이 보기
- 애니메이션
- 카툰 (만화)